# Léninski (Timashovsk, Krasnodar)
Léninski (del ruso: Ленинский) es un jútor del raión de Timashovsk del krai de Krasnodar, en Rusia. Está situado en la orilla izquierda del río Beisuzhok Izquierdo, afluente del río Beisug, 9 km al nordeste de Timashovsk y 69 km al norte de Krasnodar, la capital del krai. Tenía 1 845 habitantes en 2010.
Es cabeza del municipio Novoléninskoye, al que pertenecen asimismo Rashpil, Novi, Barybinski y Greblianski.

## Historia
Fue fundado en 1893 con el nombre de Grigorova por campesinos ucranianos.